# 정혜정 (아나운서)
정혜정(1965년 10월 1일 ~ )은 전 MBC 아나운서이다. 연세대학교 신문방송학과를 졸업했으며, 남편은 법무법인 양헌의 구성원 변호사인 제강호다.

## 경력
- 1988년 4월 ~ 1991년 : MBC 저녁뉴스
- 1989년 10월 ~ 1990년 1월 : 쇼 네트워크
- 1991년 4월 ~ 1992년 7월 : MBC 뉴스와이드
- 1993년 4월 18일 ~ 10월 17일 : MBC 뉴스센터
- 1993년 4월 17일 ~ 1994년 9월 11일 : 주말 MBC 뉴스데스크
- 1994년 9월 19일 ~ 1995년 9월 29일 : MBC 뉴스데스크 메인 앵커
- 1995년 10월 ~ 1997년 5월 : 미국 유학
- 1997년 9월 22일 ~ 1999년 4월 23일 : MBC 뉴스데스크 메인 앵커
- 2000년 6월 ~ 2001년 8월 : 휴직
- 2001년 : MBC 특별생방송 우리쌀을 살립시다
- 2001년 9월 ~ 2002년 10월 19일 : 출동 6mm 현장속으로
- 2002년 8월 7일 ~ 2002년 8월 14일, 2003년 8월 25일 ~ 2003년 8월 29일 : 김주하의 휴가로 인해서 MBC 뉴스데스크 대체 앵커
- 2002년 7월 6일 ~ 2003년 10월 5일 : 주말 MBC 뉴스데스크
- 2004년 : 생방송 이슈 & 이슈
- 2005년 : TV 속의 TV
- 2005년 5월 31일 : 명예퇴직 이후 프리랜서 선언

## 수상
- 1998년: 올해의 건치 방송인상
- 미국 여성방송인협회
- 미국 대학방송경연대회
- 2004년: 제4회 연세언론인상